# Love and Happiness
«Love and Happiness» — песня американского певца Эла Грина с его альбома 1972 года I’m Still in Love with You. Как и многие другие его песни, написана им в соавторстве с гитаристом Тини Ходжесом.
В Великобритании в 1973 году песня была издана отдельным синглом (на лейбле London Records, кат. № 10419, на оборотной стороне песня «So You’re Leaving»)., в США же её как сингл лейбл Hi Records решил не выпускать. (Вместо неё с альбома I’m Still in Love with You были выпущены синглы «I’m Still in Love with You», «Look What You Done for Me» и «For the Good Times»). Тем не менее песня получила некоторую популярность в США за счёт проигрывания на радио и выступления Эла Грина с ней на телепередаче Soul Train 3 марта 1973 года.
Летом 1977 года, в попытке помочь сильно упавшим к тому времени продажам пластинок Эла Грина, песня (в новой версии) была выпущена как сингл (лейбл Hi Records. кат. № 45-2324, на оборотной стороне песня «Glory Glory»). Новая версия достигла 104 места в чарте Bubbling Under the Hot 100 журнала «Билборд» и 82 места в жанровом ритм-н-блюзовом чарте того же журнала.
Кроме того, песня «Love and Happiness» стала первым треком вышедшего в 1977 году второго альбома лучших хитов Эла Грина Al Green's Greatest Hits, Volume II и была включена в переиздания его первого альбома лучших хитов Al Green's Greatest Hits.
Музыкальный историк Стивен Макмиллиан (специализирующийся на телепередаче Soul Train) назвал песню «Love and Happiness» «одной из величайших песен в стиле соул всех времён», а Алан Лайт в своей статье в журнале Vibe — «возможно его [Эла Грина] самой совершенной песней».

## Премии и признание
В 2004 году журнал Rolling Stone поместил песню «Love and Happiness» в исполнении Эла Грина на 98 место своего списка «500 величайших песен всех времён».
В списке 2011 года песня также находится на 98 месте.